# モンタルト・ウッフーゴ
モンタルト・ウッフーゴ（イタリア語: Montalto Uffugo）は、イタリア共和国カラブリア州コゼンツァ県にある、人口約2万人の基礎自治体（コムーネ）。

## 地理

### 位置・広がり

#### 隣接コムーネ
隣接するコムーネは以下の通り。
- フスカルド
- ラッターリコ
- ルッツィ
- パオラ
- レンデ
- ローゼ
- サン・ベネデット・ウッラーノ
- サン・フィーリ
- サン・ヴィンチェンツォ・ラ・コスタ

## 行政

### 分離集落
モンタルト・ウッフーゴには、以下の分離集落（フラツィオーネ）がある。
- Caldopiano, Collina Salerni, Commicelle, Lucchetta, Montalto Uffugo Scalo, Parantoro, Pianette, San Nicola, Santa Maria la Castagna, Sant'Antonello, Settimo, Taverna, Vaccarizzo